# Primera División 1940 (Argentinië)
In 1940 werd het tiende profseizoen gespeeld van de Primera División, de hoogste voetbaldivisie van Argentinië. Boca Juniors werd kampioen.

## Eindstand
| Plaats | Club                        | Wed. | W  | G | V  | Saldo | Ptn. |
| ------ | --------------------------- | ---- | -- | - | -- | ----- | ---- |
| 01.    | CA Boca Juniors             | 34   | 24 | 7 | 3  | 87:36 | 55   |
| 02.    | CA Independiente            | 34   | 20 | 7 | 7  | 90:49 | 47   |
| 03.    | CA River Plate              | 34   | 17 | 8 | 9  | 92:54 | 42   |
| 04.    | CA Huracán                  | 34   | 19 | 4 | 11 | 80:62 | 42   |
| 05.    | Racing Club                 | 34   | 18 | 5 | 11 | 84:67 | 41   |
| 06.    | Estudiantes de La Plata     | 34   | 18 | 3 | 13 | 80:72 | 39   |
| 07.    | Gimnasia y Esgrima La Plata | 34   | 17 | 4 | 13 | 77:86 | 38   |
| 08.    | CA Newell’s Old Boys        | 34   | 14 | 9 | 11 | 70:61 | 37   |
| 09.    | CA San Lorenzo de Almagro   | 34   | 11 | 8 | 15 | 62:65 | 30   |
| 10.    | CA Banfield                 | 34   | 11 | 7 | 16 | 67:65 | 29   |
| 11.    | CA Tigre                    | 34   | 13 | 3 | 18 | 75:86 | 29   |
| 12.    | CA Platense                 | 34   | 12 | 5 | 17 | 51:68 | 29   |
| 13.    | CA Rosario Central          | 34   | 11 | 5 | 18 | 60:75 | 27   |
| 14.    | Club Ferro Carril Oeste     | 34   | 10 | 7 | 17 | 58:76 | 27   |
| 15.    | CA Lanús                    | 34   | 12 | 3 | 19 | 75:97 | 27   |
| 16.    | CA Atlanta                  | 34   | 11 | 4 | 19 | 58:87 | 26   |
| 17.    | CA Vélez Sarsfield          | 34   | 11 | 3 | 20 | 51:83 | 25   |
| 18.    | Chacarita Juniors           | 34   | 8  | 6 | 20 | 38:66 | 20   |

|  | Kampioen   |
|  | Degradatie |

## Topschutters
| Speler                                       | Speler                 | Goals | Club          |
| -------------------------------------------- | ---------------------- | ----- | ------------- |
| Vlag van Paraguay                            | Delfín Benítez Cáceres | 33    | Racing Club   |
| Vlag van Spanje (2 feb. 1938 - 10 okt. 1945) | Isidro Lángara         | 33    | San Lorenzo   |
| Vlag van Argentinië                          | Ángel Laferrara        | 30    | Estudiantes   |
| Vlag van Paraguay                            | Arsenio Erico          | 29    | Independiente |
| Vlag van Argentinië                          | Juan Andrés Marvezzi   | 29    | Tigre         |